# Moon Martin
Pour les articles homonymes, voir Martin.
 (mai 2020).
Si vous disposez d'ouvrages ou d'articles de référence ou si vous connaissez des sites web de qualité traitant du thème abordé ici, merci de compléter l'article en donnant les références utiles à sa vérifiabilité et en les liant à la section « Notes et références ».
John David Martin, dit Moon Martin, est un chanteur auteur-compositeur-interprète américain né le 31 octobre 1945 à Altus dans l'Oklahoma et mort le 11 mai 2020.

## Biographie
Moon Martin fait ses débuts à la fin des années 1960 dans le groupe de rockabilly local The Disciples. Il part ensuite pour Los Angeles (Californie) où il devient musicien de studio, notamment pour Del Shannon. Entre 1969 et 1973, il sort trois albums avec ses anciens acolytes de The Disciples, devenus Southwind dans un style country rock. À nouveau seul, Moon Martin travaille ensuite avec des artistes comme Gram Parsons et Linda Ronstadt. En 1974, un projet d'album solo produit par Jack Nitzsche n'aboutit pas mais le producteur est séduit par ses talents de compositeur.
Le producteur utilise ainsi ses chansons Cadillac Walk et Rolene en 1977 et 1978 sur les deux premiers albums de Mink DeVille, tandis que Robert Palmer obtient un tube avec Bad Case of Loving You, avant que Moon Martin ne donne sa propre version de Rolene à la trentième place du Billboard. Moon Martin connaît finalement son plus grand succès en France en 1980 avec No Chance et Bad News, issu de l'album Street Fever. Ce disque est d'ailleurs, avec Escape from Domination sorti l'année précédente, sa principale réussite. La suite est moins heureuse et ses albums suivants connaissent des succès inégaux. Rolene et Bad News sont présents sur la compilation The Very Best of Moon Martin parue en 1999.
X-Ray Vision, enregistré en 1982, a été utilisé par MTV lors de ses spots promotionnels.
Le 31/10/2022 sort l'album posthume Midnight Moon, disponible en streaming uniquement, écrit, produit et enregistré par Moon.

## Discographie

### Albums enregistrés en studio
- Shots From A Cold Nightmare (1978, Capitol Records)
- Escape From Domination (1979, Capitol)
- Street Fever (1980, Capitol)
- Mystery Ticket (1982, Capitol)
- Mixed Emotions (1985, Capitol France)
- Dreams On File (1992, Fnac Music, France)
- Lunar Samples (1995, CORE)
- Louisiana Juke-Box (1999, Sonodisc France-Eagle Royaume-Uni)
- Midnight Moon (2022, Joanne Gough)

### Album enregistré en public
- Bad News Live (enregistré au Plan, Ris-Orangis) (1993, Fnac Music, France).

### Compilation
- The Very Best Of (1999, EMI Suède, 1978-1982).